# Ланцада
Ла̀нцада (на италиански: Lanzada, на западноломбардски: Lànsada, Лансада) е село и община в Северна Италия, провинция Сондрио, регион Ломбардия. Разположено е на 983 m надморска височина. Населението на общината е 1238 души (към 2024 г.).